# 皮德蓋齊 (姆利尼夫區)
50°29′26″N 25°41′44″E / 50.49056°N 25.69556°E
皮德蓋齊（烏克蘭語：Підгайці），是烏克蘭西北部的村莊，隸屬里夫內州的杜布諾區。該村始建於1570年，面積19.1平方公里，海拔高度196米，2023年人口713，人口密度每平方公里41.5人。